# Parque Borély

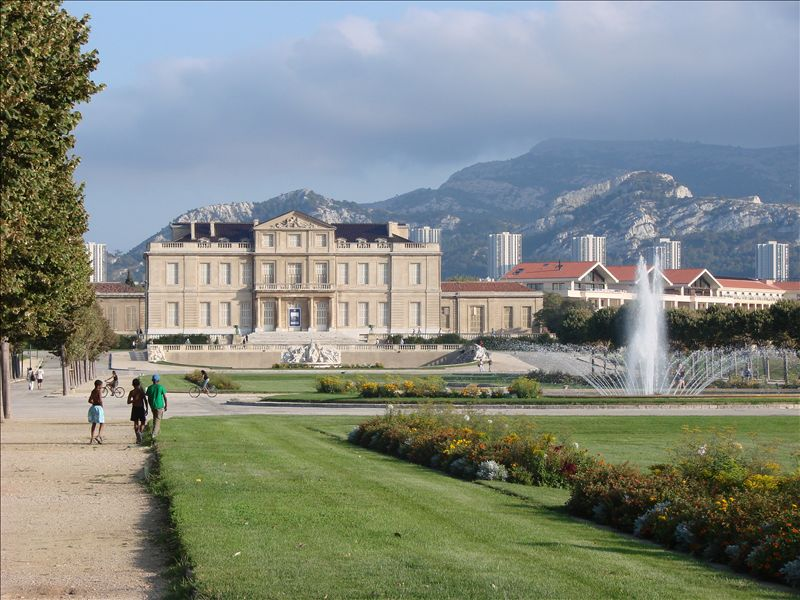
Parc Borély

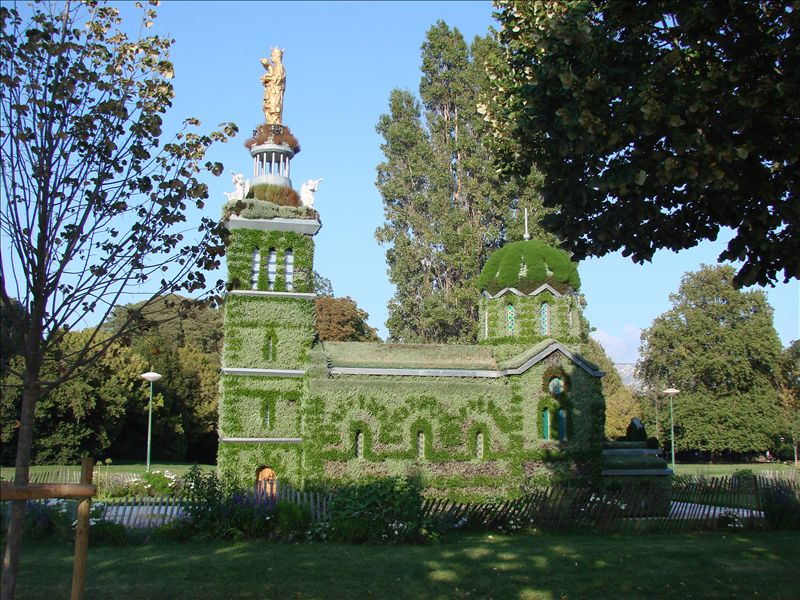
Réplica de "Notre-Dame de la Garde" en el "Parc Borély".

El Parc Borély es un parque público de administración municipal en la ciudad de Marsella, en Francia. Está clasificado por el Ministerio de Cultura de Francia con la etiqueta de jardín notable de Francia. El parque tiene una extensión de  17 hectáreas. Adyacente a él, se encuentra el Jardin botanique E.M. Heckel.

## Descripción
El "Parc Borély" consta de tres jardines diferenciados;  un Jardin à la française, enfrente de bastide, compuesto de dos explanadas, una cuenca circular y otra rectangular, y dobles hileras de árboles, entre la "avenue du Prado" y las puertas del parque : 
Un jardín inglés de paisaje, en el lado oeste del parque, rodeando un lago, y adornado con  estatuas, una fuente, una cascada, y un patio. También ofrece una miniatura de la basílica de Notre-Dame de la Garde. 
Una pista de carreras de caballos recientemente renovada. Las otras dos partes del jardín conectan con el mar por un "promenade" (paseo) y con el jardín botánico vecino. 

## Historia
El parque fue creado en el siglo XVII por un naviero francés y comerciante, Joseph Borely, que compró tierra para una casa de campo en el área de Marsella denominada "Bonneveine". La finca fue agrandada en el siglo XVIII por Joseph Borely, quién construyó en la propiedad una "bastide" (casa de campo provenzal). Cuando Louis-Joseph Borély heredó la propiedad en 1770, comisionó al arquitecto de paisaje Embry para crear un "jardin a la française". 
A mediados del siglo XIX, la tierra pasó primero a Paulin Talabot, director del nuevo ferrocarril PLM que conectó París con Marsella; y entonces la tierra fue adquirida por la ciudad de Marsella. El arquitecto de paisaje comisionado por la ciudad Adolphe Alphande diseñó un parque con tres porciones distintas; un jardín francés, un parque inglés del paisaje, y una pista para la carrera de caballos del lado del mar. También fueron construidos un número de pabellones de madera; apenas uno permanece, el antiguo pabellón del lago, que también había servido como laboratorio botánico del "Institut Colonial". 
Desde 1880 hasta 1915, el parque era el sitio donde estuvo ubicado un jardín botánico, que se trasladó a un terreno colindante al parque. En el 2002, un paseo de dos hectáreas fue diseñada entre el parque y el mar.